# Frederik Jacobus Daniël Cornelis Egter van Wissekerke

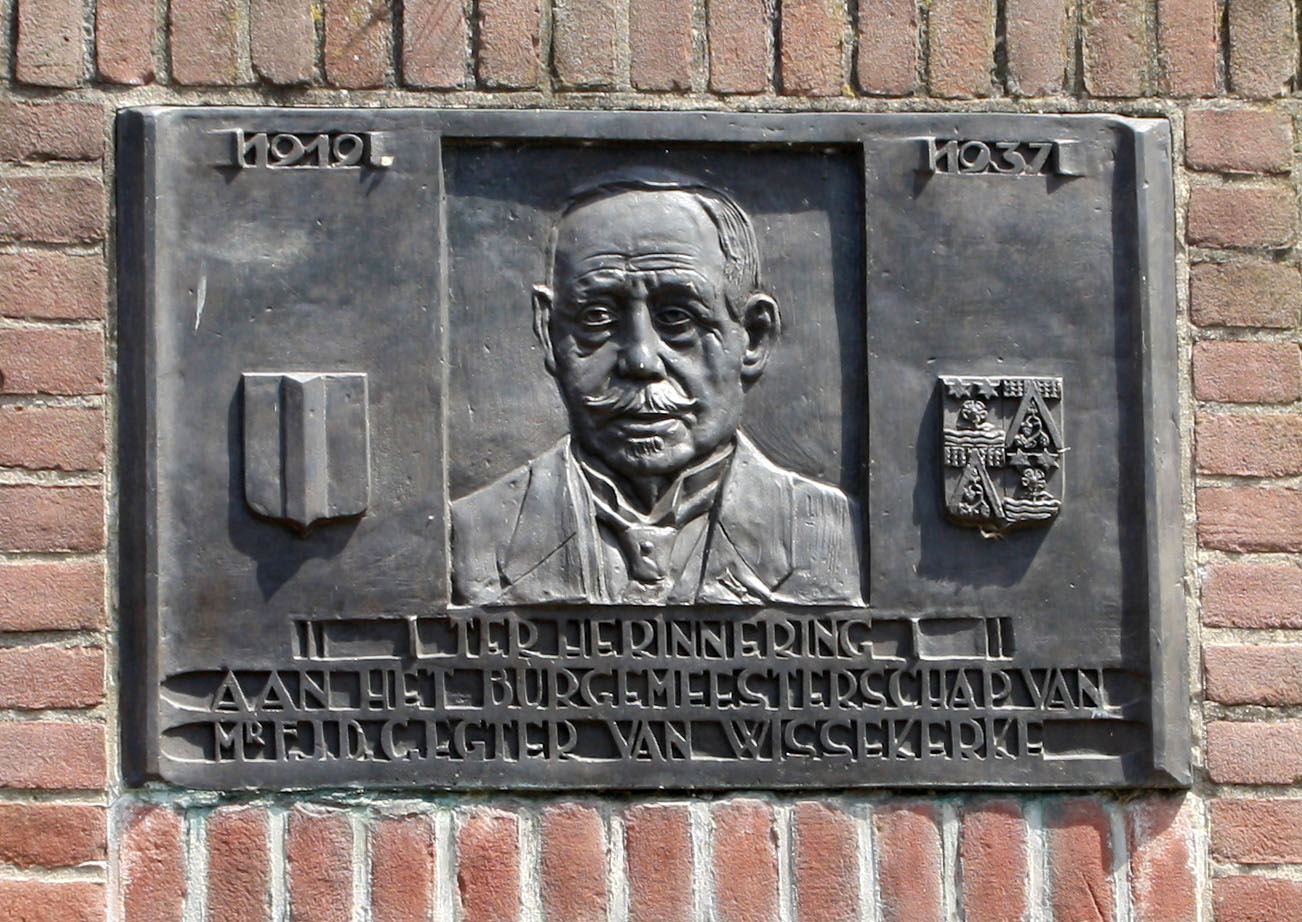
Herinneringsplaquette in Brielle gemaakt door Martinus Leonardus Middelhoek.

Frederik Jacobus Daniël Cornelis Egter van Wissekerke (Arnhem, 18 augustus 1864 – Laren, 6 februari 1945) was een Nederlandse burgemeester.

## Familie
Egter van Wissekerke was lid van het patricische geslacht Egter en een zoon van Abraham Jacobus Frederik Egter van Wissekerke (1833–1908) en Michiela Catharina Johanna Viruly van Pouderoyen (1841–1931).
Hij trouwde in 1901 met Cornélie Philippine Goverdine Hartman (1875) met wie hij twee kinderen kreeg.

## Loopbaan
Hij studeerde rechten, zijn proefschrift schreef hij over de marechaussee (1892). Hij werd secretaris van de geneeskundige raad Zuid-Holland (1893-1900). In 1900 werd hij tot burgemeester benoemd. Hij was burgemeester van Rockanje (1900–1919) en van Brielle (1919–1937) en tegelijkertijd van Nieuwenhoorn (1900–1937).
Hij was daarnaast secretaris van de gezondheidscommissie Voorne-Putten en Rozenburg (1902–1932). Hij werd benoemd tot ridder in de Orde van Oranje-Nassau.
In 1922 gaf de burgemeester een brief af bij de gemeente, met de mededeling dat deze pas 75 jaar later geopend mocht worden. Hij had de brief geschreven na een bezoek van koningin Wilhelmina aan Brielle op 1 april van dat jaar. De brief werd inderdaad in 1997 geopend, maar was inhoudelijk niet zo spannend als werd verwacht.
- International Standard Name Identifier: 0000 0003 9003 7298
- Nederlandse Thesaurus van Auteursnamen: 113044143
- Virtual International Authority File: 283535507
- WorldCat: E39PBJrGqQhqxKmctQbyKqYF8C